# Benjamin Zemach
Benjamin Zemach (* 1. Februar 1901 in Białystok; † 18. Juni 1997 in Jerusalem) war ein aus Russland stammender US-amerikanischer Choreograf, der bei der Oscarverleihung 1936 für den Oscar für die beste Tanzregie nominiert war.

## Biografie
Benjamin Zemach war der Bruder von Nachum Zemach. Er studierte bei Konstantin Sergejewitsch Stanislawski und war als Choreograf beim Film sowie bei Produktionen an Broadway-Theatern tätig. Darüber hinaus arbeitete er das bekannte Anti-Kriegs-Gedicht The Victory Ball (1920) von Alfred Noyes zu einem Ballett-Stück um.
Bei der Oscarverleihung 1936 wurde er für die Tanzszene „Hall of Kings“ aus dem Film She – Herrscherin einer versunkenen Welt (1935) für den nur zwischen 1936 und 1938 vergebenen Oscar für die beste Tanzregie nominiert. Für die Choreographie von The Eternal Road war er ebenfalls zuständig.
Seine bekannteste Choreografie für den Broadway war Pins and Needles von Harold Rome, das am 27. November 1937 von einer Laiengruppe uraufgeführt wurde. Kein prominenter Kritiker sah sich veranlasst, der Uraufführung einer Laienspielgruppe beizuwohnen. Doch was keiner zu glauben gewagt hatte, trat ein: Das Stück wurde ein großer Erfolg. Noch weitere 1107 Aufführungen sollten bis zum 22. Juni 1940 folgen. Kein Stück am Broadway – auch kein professionell einstudiertes – war zuvor so erfolgreich gewesen.
Später betrieb er eine Schauspielschule und unterrichtete dort unter anderem Alan Arkin. Zuletzt war er 1961 bei Night Tide von Curtis Harrington als Choreograf bei einer Filmproduktion tätig.
1971 siedelte Benjamin Zemach nach Israel über.